# Lycopodiastrum casuarinoides
Espèce
Lycopodiastrum casuarinoides est une espèce de plante vasculaire de la sous-famille des Lycopodioidées, et l'unique espèce du genre Lycopodiastrum, ce qui en fait une plante monotypique.

## Taxonomie

### Historique
Lycopodiastrum casuarinoides a été placé sous le genre Lycopodiastrum par Holub en 1981, une reclassification basée sur la morphologie unique de la plante. Le genre est monotypique, ce qui signifie qu'il n'inclut qu'une seule espèce, Lycopodiastrum casuarinoides. Cette espèce a été initialement classée sous Lycopodium casuarinoides mais a été renommée plus tard pour refléter ses différences morphologiques et phylogénétiques. Le genre a été inclus dans la sous-famille des Lycopodioidées après une révision taxonomiques des Ptéridophytes en 2016 (PPG I).

### Description
Lycopodiastrum casuarinoides est un lycopode épiphyte grimpant pouvant atteindre jusqu'à 20 mètres de long. Sa tige principal est mince, rigide et semblable à un fil métallique. La plante se distingue par ses feuilles monomorphes (identiques tout au long de son cycle de croissance), qui sont disposées en spirale autour de la tige. Ces feuilles sont semblables à de petites écailles, permettant à la plante de minimiser la perte d'eau dans son habitat humide. Les parties fertiles de la plante contiennent des strobiles (structures reproductrices), tandis que les parties stériles sont constituées de feuilles et de tiges.
Les spores de la plante sont scarifiées, c'est-à-dire qu'elles présentent une surface rugueuse qui peut faciliter leur dispersion et leur établissement dans de nouveaux environnements. Ces caractéristiques de reproduction sont typiques des Lycopodiacées.

### Étymologie
Formé de deux parties, casuarinoides, composés de « casuarina », fait littéralement référence au genre Casuarina, un groupe d'arbres australiens également appelés « filaos », caractérisés par leurs branches fines et segmentées ressemblant à des feuilles de conifères. Et de « oides », suffixe d'origine grecque signifiant « ressemblant à » ou « ayant l'apparence de ».

## Répartition et habitat
L.casuarinoides est largement distribué dans les régions subtropicales et tropicales. Son aire de répartition s'étend de l'Himalaya oriental au Japon méridional, à travers l'Asie du Sud-Est, la Malaisie centrale et occidentale, et les îles de la Mélanésie, jusqu'à la Nouvelle-Guinée. Cette espèce est typiquement trouvée dans les forêts tropicales humides et subtropicales, où elle pousse principalement dans des zones ombragées et humides. En tant que lycopode épiphyte, il s'installe sur des arbres ou des rochers, ou parfois comme plante terrestre dans les zones plus fertiles du sol forestier.

## Les alcaloïdes deL.casuarinoides
Lycopodiastrum casuarinoides est réputée pour la présence d'alcaloïdes de type lycodine dans ses tissus. Ces composés chimiques ont suscité un intérêt particulier dans la recherche biomédicale en raison de leurs effets bénéfiques sur la santé humaine. Parmi les alcaloïdes de type lycodine, l'huperzine A est l'un des plus étudiés, en raison de ses propriétés exceptionnelles contre certaines maladies neurodégénératives.

### Huperzine A
L'huperzine A est un alcaloïde extrait de plantes comme Huperzia serrata et Lycopodiastrum casuarinoides. Son principal mécanisme d'action consiste à inhiber l'acétylcholinestérase (AChE), une enzyme responsable de la dégradation de l'acétylcholine, un neurotransmetteur essentiel au bon fonctionnement du cerveau. En bloquant cette enzyme, l'huperzine A augmente la concentration d'acétylcholine dans le cerveau, ce qui peut améliorer la communication entre les cellules nerveuses.
Cette propriété fait de l'huperzine A un candidat prometteur dans le traitement des symptômes de maladies neurodégénératives, telles que la maladie d'Alzheimer. En inhibant l'AChE, l'huperzine A aide à pallier les déficits cognitifs liés à la baisse de l'acétylcholine dans le cerveau.

### Alcaloïdes de type lycodine
Outre l'huperzine A, L.casuarinoides contient une variété d'autres alcaloïdes de type lycodine, qui ont montré des effets bénéfiques sur la santé. Ces composés présentent non seulement des propriétés anti-cholinestérase, mais aussi des effets neuroprotecteurs et cytotoxiques, ce qui signifie qu'ils peuvent protéger les cellules nerveuses contre les dommages et avoir des effets potentiellement bénéfiques contre certains types de cancers.
La recherche a permis d'isoler à ce jour 113 composés chimiques issus de cette plante, dont 74 alcaloïdes de type lycodine. Ces alcaloïdes sont au cœur de l'intérêt pharmacologique de L.casuarinoides, car ils semblent offrir une grande variété d'activités biologiques. Parmi les autres composés isolés, on trouve des terpénoïdes, des molécules organiques riches en carbone et hydrogène, qui possèdent également des propriétés biologiques intéressantes, et des composés aliphatiques, qui sont souvent associés à des effets antimicrobiens.